# Isopedella castanea
Isopedella castanea är en spindelart som beskrevs av Hirst 1993. Isopedella castanea ingår i släktet Isopedella och familjen jättekrabbspindlar.
Artens utbredningsområde är Western Australia. Inga underarter finns listade i Catalogue of Life.